# Циборув
Циборув (пол. Ciborów) — село в Польщі, у гміні Коваля Радомського повіту Мазовецького воєводства.
У 1975-1998 роках село належало до Радомського воєводства.